# Henry Barkly
Henry Barkly (ur. 24 lutego 1815 w Highbury - zm. 20 października 1898 w Londynie) – brytyjski polityk i administrator kolonialny. W latach 1849–1877 zajmował szereg stanowisk gubernatorskich w koloniach brytyjskich na całym świecie.

## Życiorys

### Pochodzenie i kariera polityczna
Pochodził z zamożnej, kupieckiej rodziny, jego ojciec specjalizował się w handlu z Indiami Zachodnimi i był właścicielem posiadłości w Gujanie Brytyjskiej. Po zakończeniu edukacji dołączył do firmy ojca. W 1845 wystartował z powodzeniem w wyborach uzupełniających do Izby Gmin, gdzie zasiadł w ławach Partii Konserwatywnej. W 1846 znalazł się w rozłamowej frakcji wewnątrz tego stronnictwa, której przewodził premier Robert Peel, stąd grupę tę określano mianem Peelites.

### Administrator kolonialny

#### Gujana i Jamajka
Po obaleniu Peela w 1846 szanse Barkly'ego na reelekcję były bardzo niewielkie, wobec czego w 1848 przyjął zaoferowane mu przez nowy rząd stanowisko gubernatora Gujany Brytyjskiej. Ze względu na powiązania rodzinne znał ten teren i jego bolączki bardzo dobrze, dzięki czemu był w stanie zarządzać nią tak dobrze, iż zwróciło to na niego uwagę ministra wojny i kolonii lorda Greya, który nazwał go wybitnie uzdolnionym administratorem. Zapewniło mu to stałe miejsce w brytyjskiej służbie kolonialnej. W 1853 został mianowany gubernatorem Jamajki, którym był przez trzy lata.

#### Wiktoria
W 1856 został mianowany gubernatorem Wiktorii. Ministerstwo Kolonii uważało to stanowisko za na tyle wymagające i niewdzięczne, zwłaszcza po okresie rządów bardzo niepopularnego gubernatora Charlesa Hothama, iż przyznało Barkly'emu najwyższą pensję spośród wszystkich urzędujących wówczas brytyjskich administratorów kolonialnych. Początkowo Barkly sądził, że podobnie jak w Gujanie i na Jamajce będzie miał w Wiktorii niemal dyktatorską władzę. Na krótko przed jego przyjazdem kolonia ta uzyskała jednak autonomię i posiadała już własny rząd oraz parlament. W tej sytuacji gubernator musiał pełnić przede wszystkim rolę stabilizującą w kształtującym się dopiero systemie politycznym Wiktorii, nie mógł natomiast narzucać swojej woli odnośnie do realizowanego programu. Dodatkowo dał się poznać jako zwolennik i patron inicjatyw kulturalnych, naukowych i charytatywnych.

#### Afryka
W 1863, po prawie siedmiu latach spędzonych w Wiktorii, został mianowany gubernatorem Mauritiusa, gdzie mógł wrócić do roli administratora bezpośrednio zarządzającego kolonią. W 1870 został mianowany gubernatorem Kolonii Przylądkowej i zarazem wysokim komisarzem w Afryce Południowej, nadzorującym całą administrację kolonialną na tym obszarze. Podobnie jak w Wiktorii, do jego głównych zadań należało wspomaganie kształtowania stabilnej sceny politycznej po tym, jak Kolonia Przylądkowa uzyskała autonomię.

### Emerytura i śmierć
W 1877 powrócił do Anglii. Jego ostatnim stanowiskiem rządowym było członkostwo w eksperckiej Królewskiej Komisji ds. Obrony Kolonii, gdzie zasiadał w 1879. Następnie przeszedł na emeryturę, w czasie której pozostawał aktywny głównie w ciałach naukowych, w szczególności w Royal Society i Królewskim Towarzystwie Geograficznym, należał także do komitetu zarządzającego londyńskimi bibliotekami. Zmarł w Londynie w październiku 1898, przeżywszy 83 lata. Został pochowany na Cmentarzu Brompton w Londynie.

## Odznaczenia i upamiętnienie
W 1853 otrzymał Order Łaźni klasy Rycerz Komandor, zaś w 1874 Order św. Michała i św. Jerzego najwyższej klasy Rycerz Wielkiego Krzyża. Oba te odznaczenia uprawniały go do dopisywania przed nazwiskiem tytułu Sir.
Jego nazwiskiem nazwano rodzaj drzew australijskich – Barklya.